# Nantes
Nantes [nɑ̃ːt]  (bretonă Naoned; galeză Naunnt; latină Portus Namnetus) este un oraș în vestul Franței, prefectura departamentului Loire-Atlantique și capitala Regiunii Pays de la Loire. Populația din Nantes Métropole este de 590.000 locuitori.

## Istoric
Regele Henric al IV-lea al Franței a emis în data de 13 aprilie 1598 Edictul de la Nantes, prin care a acordat libertate religioasă protestanților.

## Demografie
| 1793  | 1800  | 1806  | 1821  | 1831  | 1836 | 1841  | 1846  | 1851  |
| ----- | ----- | ----- | ----- | ----- | ---- | ----- | ----- | ----- |
| 80000 | 77162 | 77226 | 68427 | 77992 | -    | 83389 | 94310 | 96362 |

| 1856   | 1861   | 1866   | 1872   | 1876   | 1881   | 1886   | 1891   | 1896   |
| ------ | ------ | ------ | ------ | ------ | ------ | ------ | ------ | ------ |
| 108530 | 113625 | 111956 | 118517 | 122247 | 124319 | 127482 | 122750 | 123902 |

| 1901   | 1906   | 1911   | 1921   | 1926   | 1931   | 1936   | 1946   | 1954   |
| ------ | ------ | ------ | ------ | ------ | ------ | ------ | ------ | ------ |
| 132990 | 133247 | 170535 | 183704 | 184509 | 187343 | 195185 | 200265 | 222790 |

| 1962                                                          | 1968   | 1975   | 1982   | 1990   | 1999   | 2006   | - | - |
| ------------------------------------------------------------- | ------ | ------ | ------ | ------ | ------ | ------ | - | - |
| 240048                                                        | 260244 | 256693 | 240539 | 244995 | 270251 | 282853 | - | - |
| Număr reținut începănd cu 1962: Populaţia fără numărări duble |        |        |        |        |        |        |   |   |

## Economie
Începând cu anii 1990, comunitatea urbană nanteză a cunoscut o dezvoltare demografică importantă, înregistrând unul din cele mai înalte ritmuri de creștere dintre marile metropole franceze.
Aglomerația nanteză se impune ca o piață economică majoră în Franța, fiind o destinație privilegiată pentru întreprinderile care caută o locație pe coasta de vest.
Cu peste 33000 de întreprinderi și 275000 de locuri de muncă, capitala Pays de la Loire, arată un real dinamism economic.În aproape 10 ani, în regiune s-au creat mai mult de 60000 de locuri de muncă.

## Educație
- Audencia Business School
- E-Artsup
- École centrale de Nantes
- École pour l'informatique et les nouvelles technologies
- ISEG Marketing & Communication School
- ISEFAC Bachelor

## Monumente
- Catedrala din Nantes

## Personalități născute aici
- Floria Gueï (n. 1990), atletă.